# Outsider (альбом Роджера Тейлора)
Outsider (укр. сторонній) — шостий повнорозмірний сольний альбом британського рок-музиканта Роджера Тейлора, який був випущений 1 жовтня 2021. Альбом с кладається з 12 пісень, одна з яких, це спільна пісня з англійською співачкою KT Tunstall «We're All Just Trying to get By». Включає в себе 3 сингла — вищеназвана пісня і дві пісні, які були випущені роком і двома раніше — «Isolation» и «Gangsters Are Running This World» відповідно.

## В записі брали участь[4]
• Роджер Тейлор — вокал, бек-вокал, барабани, перкусія, акустична гітара, піаніно, клавішні
• Джейсон Фаллун — бас-гітара, електрогітара

## Список композицій[5]
| #   | Назва                                                       | Тривалість |
| --- | ----------------------------------------------------------- | ---------- |
| 1.  | «Tides»                                                     | 3:39       |
| 2.  | «I Know, I Know, I Know»                                    | 3:51       |
| 3.  | «More Kicks (Long Day's Journey Into Night... Life)»        | 4:56       |
| 4.  | «Absolutely Anything»                                       | 5:04       |
| 5.  | «Gangsters Are Running This World»                          | 4:04       |
| 6.  | «We're All Just Trying To Get By (совместно с KT Tunstall)» | 2:52       |
| 7.  | «Gangsters Are Running This World (Purple Version)»         | 2:38       |
| 8.  | «Isolation»                                                 | 3:24       |
| 9.  | «The Clapping Song»                                         | 2:55       |
| 10. | «Outsider»                                                  | 3:41       |
| 11. | «Foreign Sand (English Mix)»                                | 3:01       |
| 12. | «Journey's End (2021 Mix)»                                  | 6:58       |